# Holtenaus fyr

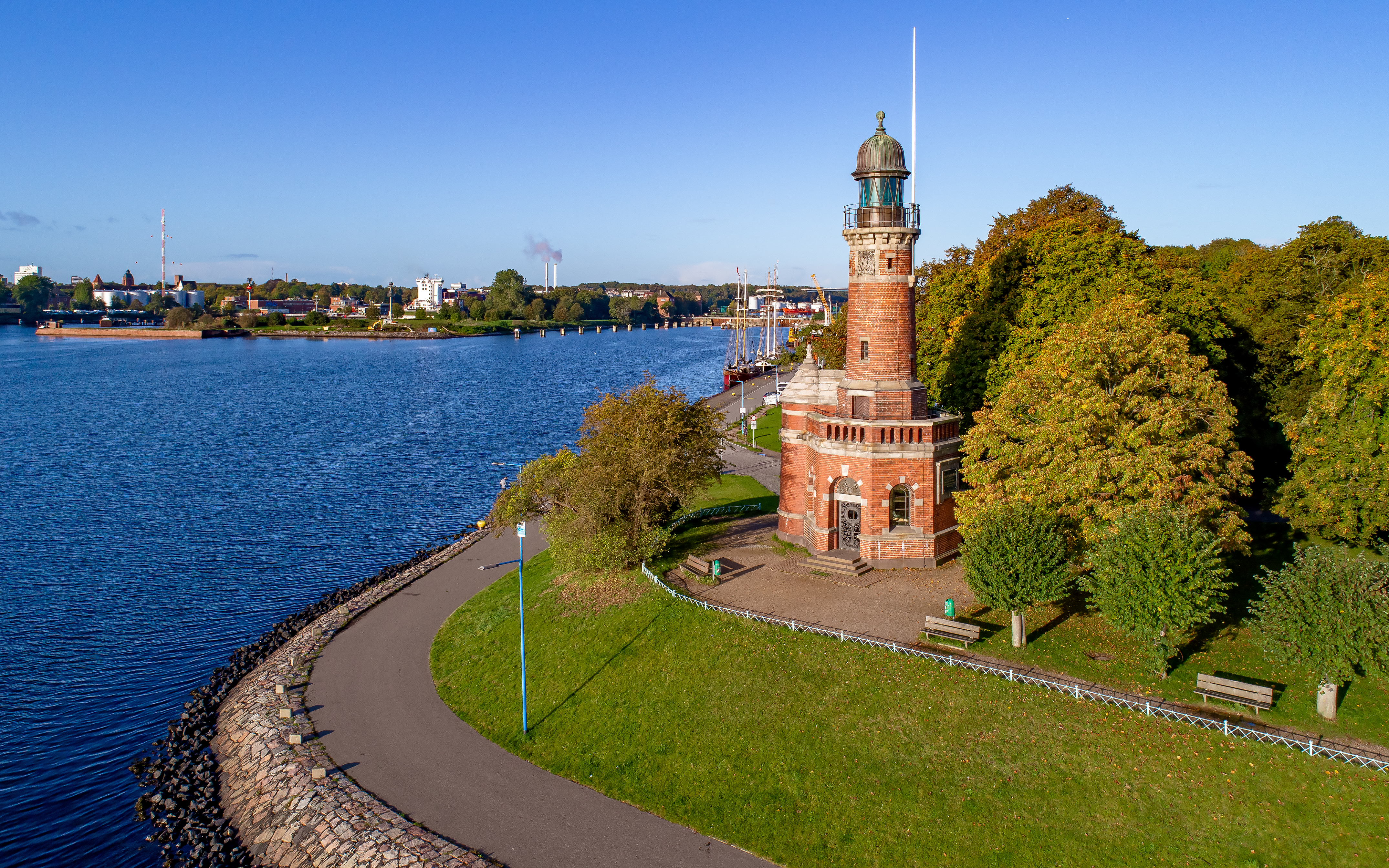
Holtenaus fyr 2019

Holtenaus fyr (tyska: Leuchtturm Holtenau) är en fyr i stadsdelen Holtenau i Kiel i det tyska förbundslandet Schleswig-Holstein. Fyren uppfördes 1887–1895 och markerar infarten till Kielkanalen. Tornet är inte bara ett sjömärke utan även en minnesplats över tre tyska kejsare. Holtenaus fyr räknas som en av de vackraste i sitt slag i Tyskland.

## Historik

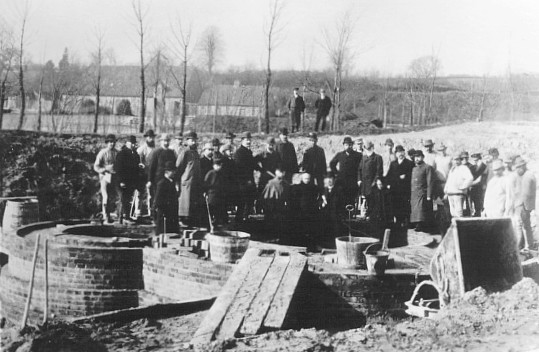
Grundstensläggning 1887

Föregångaren till Holtenaus fyr stod i närheten och markerade under några år infarten till Eiderkanalen, som existerade mellan 1784 och 1890 och var Kielkanalens föregångare. Nuvarande fyrtorn började byggas 1887 på en liten kulle som bestod av schaktmassor från Kielkanalen.
Den 3 juni 1887 lades grundstenen för tornet och för Kielkanalen i tornets fundament av kejsar Vilhelm I. Däröver restes den oktagonala  minneshallen kallad ”Drei-Kaiser-Halle”. Här hyllas tre tyska kejsare som regerade under tiden då Kielkanalen anlades: Vilhelm I, Fredrik III och Vilhelm II. Hallen liknar ett litet kapell och är smyckad med mosaikarbeten uppsatta av den renommerade firman Puhl & Wagner (känd i Sverige för sina mosaiker i Gyllene salen i Stockholms stadshus).
Själva tornet uppfördes i rött murtegel av byggnadsfirman Rower i Kiel. Höjden är 20 meter över havet och lanternan befinner sig 24 meter över havet. Tornet kröns av en mjukt rundad, kopparklädd takhuv. Fyrens räckvidd är elva sjömil för vitt ljus, nio för rött och åtta för grönt ljus. På tornets fasader finns flera skulpturer och reliefer samt en minnestavla till Vilhelm II:s ära som talar om att det var han som den 21 juni 1895 överlämnade Kielkanalen (även kallad Kaiser-Wilhelm-Kanal) till all världens sjötrafik. En relief över huvudentrén symboliserar Kielkanalens vattenväg mellan Östersjön och Nordsjön genom sjöjungfrurna ”Östersjön” och ”Nordsjön” som tar varandra i hand.
I anslutning till fyrtornet fanns även en park och ”Kaiser Wilhelm-Denkmal”, en imposant staty visande den tyske kejsaren Vilhelm I efter vilken Kielkanalen fick sitt ursprungliga namn. Kejsaren bar generalsuniform, var sex meter hög och gjuten i brons samt stod på en åtta meter hög sockel av svensk granit, omgiven av allegoriska figurer. Statyn och fyrtornet hade formgivits av skulptören Ernst Herter från Berlin. Statyns metall smältes ner under andra världskriget och sockeln revs 1954.
Till Kielkanalens hundraårsjubileum 1995 genomfördes en omfattande renovering av Holtenaus fyr. Tornets oktagonala minneshall fungerar numera även som vigselrum.

## Historiska bilder

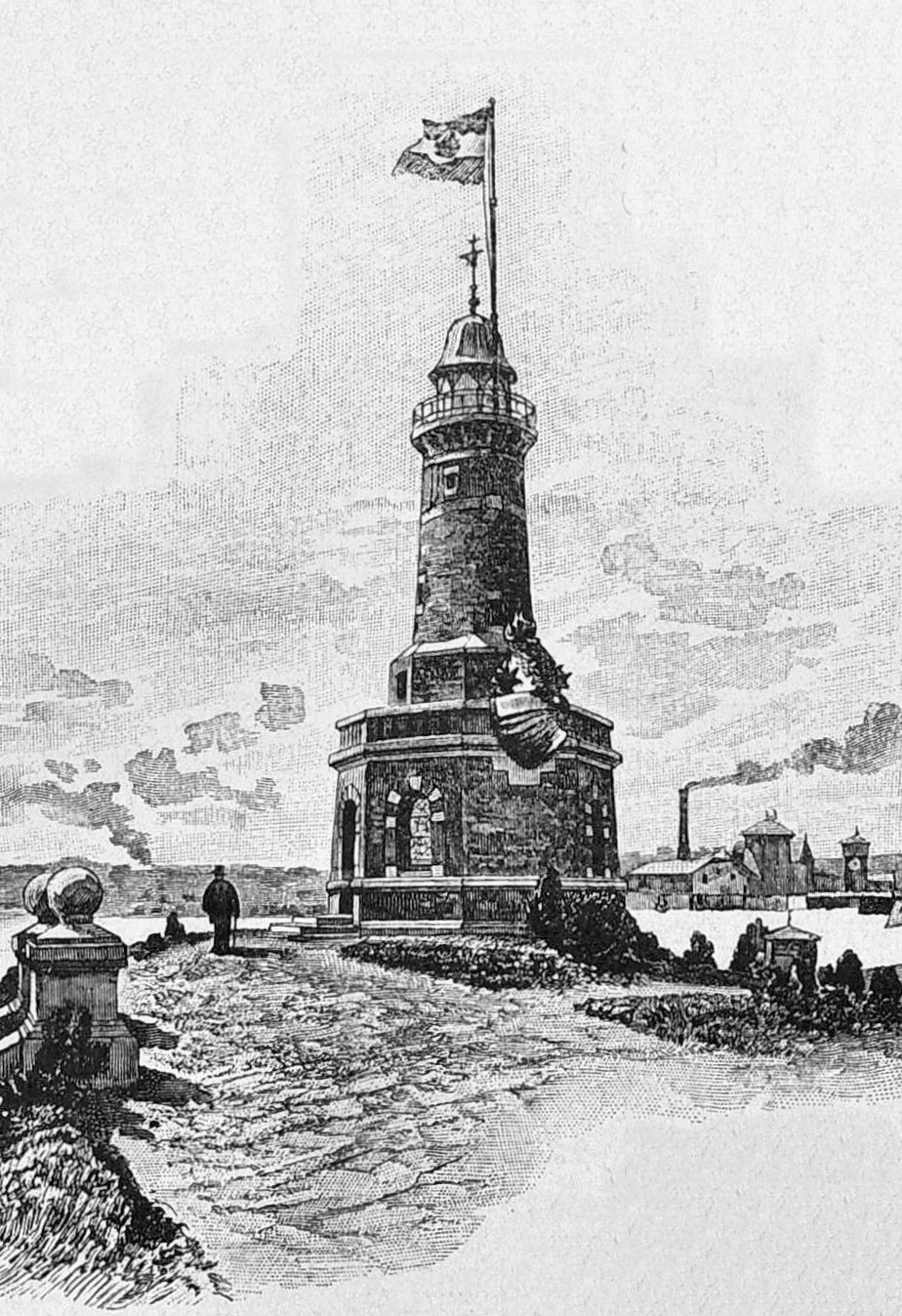
Fyrtornet, teckning 1895
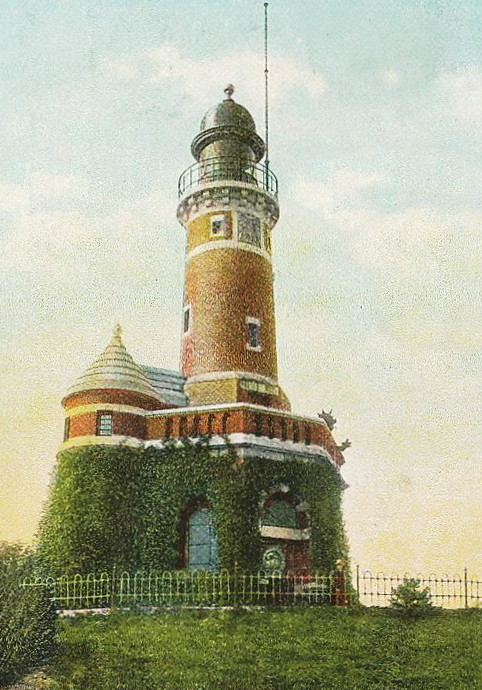
Fyrtornet omkring 1900
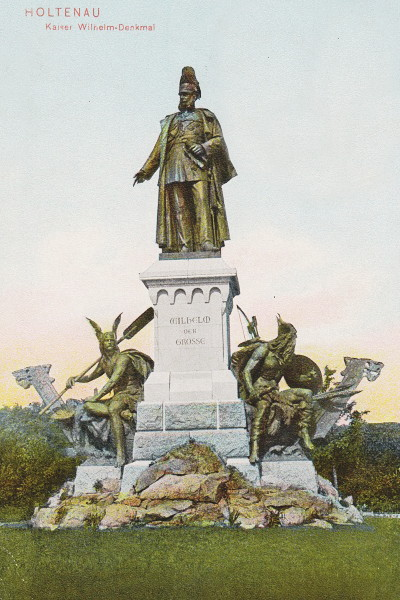
Kaiser-Wilhelm-Denkmal
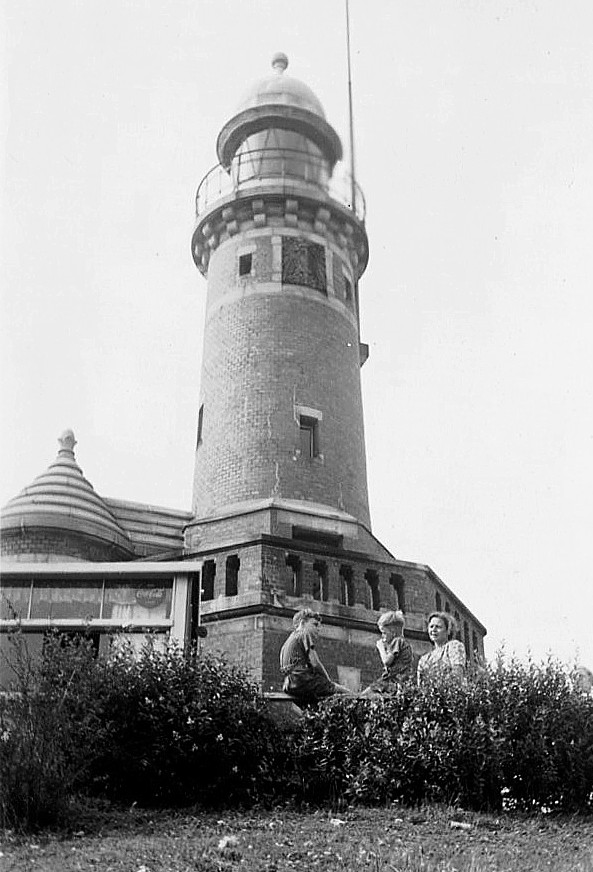
Fyrtornet 1954

## Detaljbilder

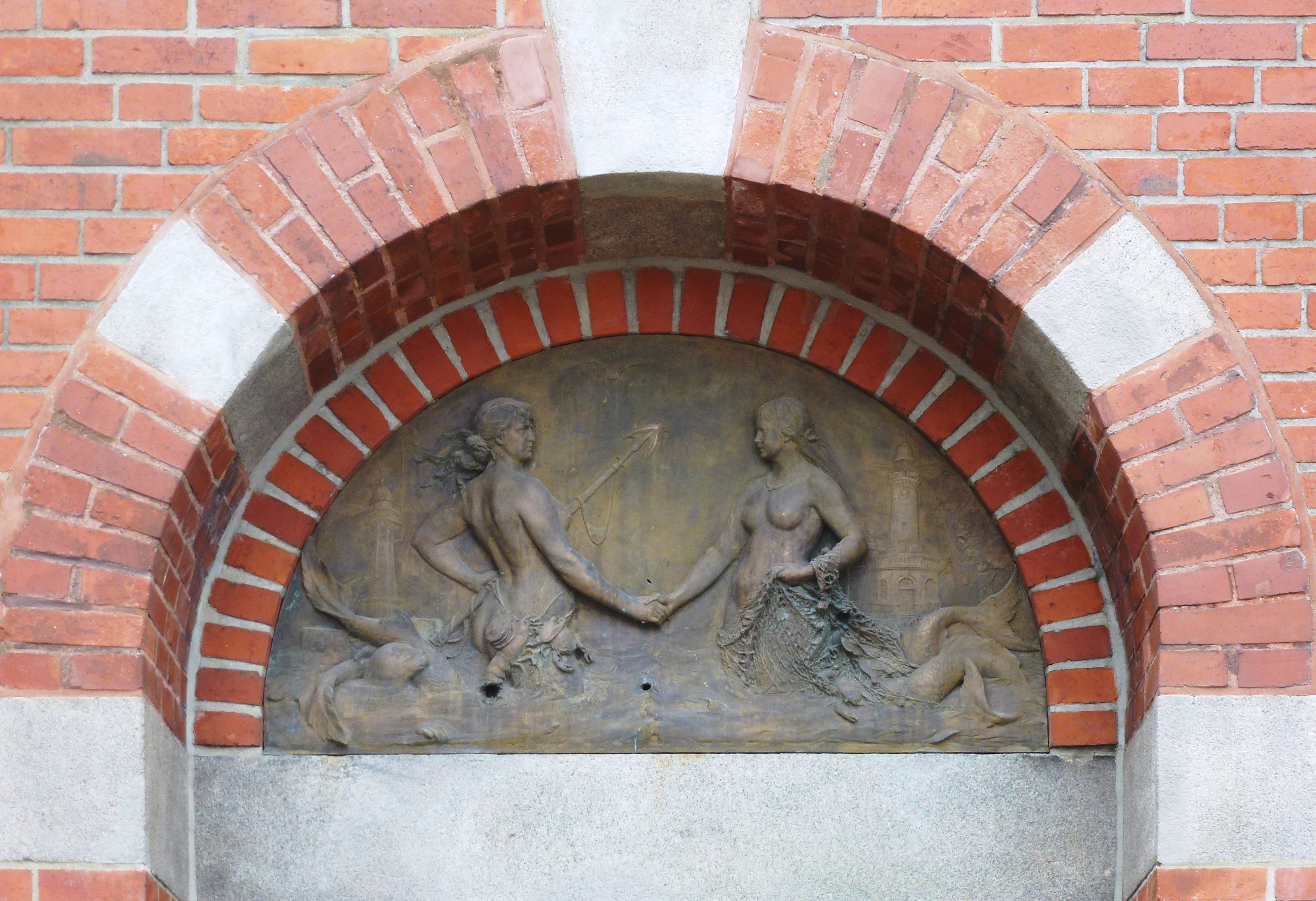
Sjöjungfrurna ”Östersjön” och ”Nordsjön”.
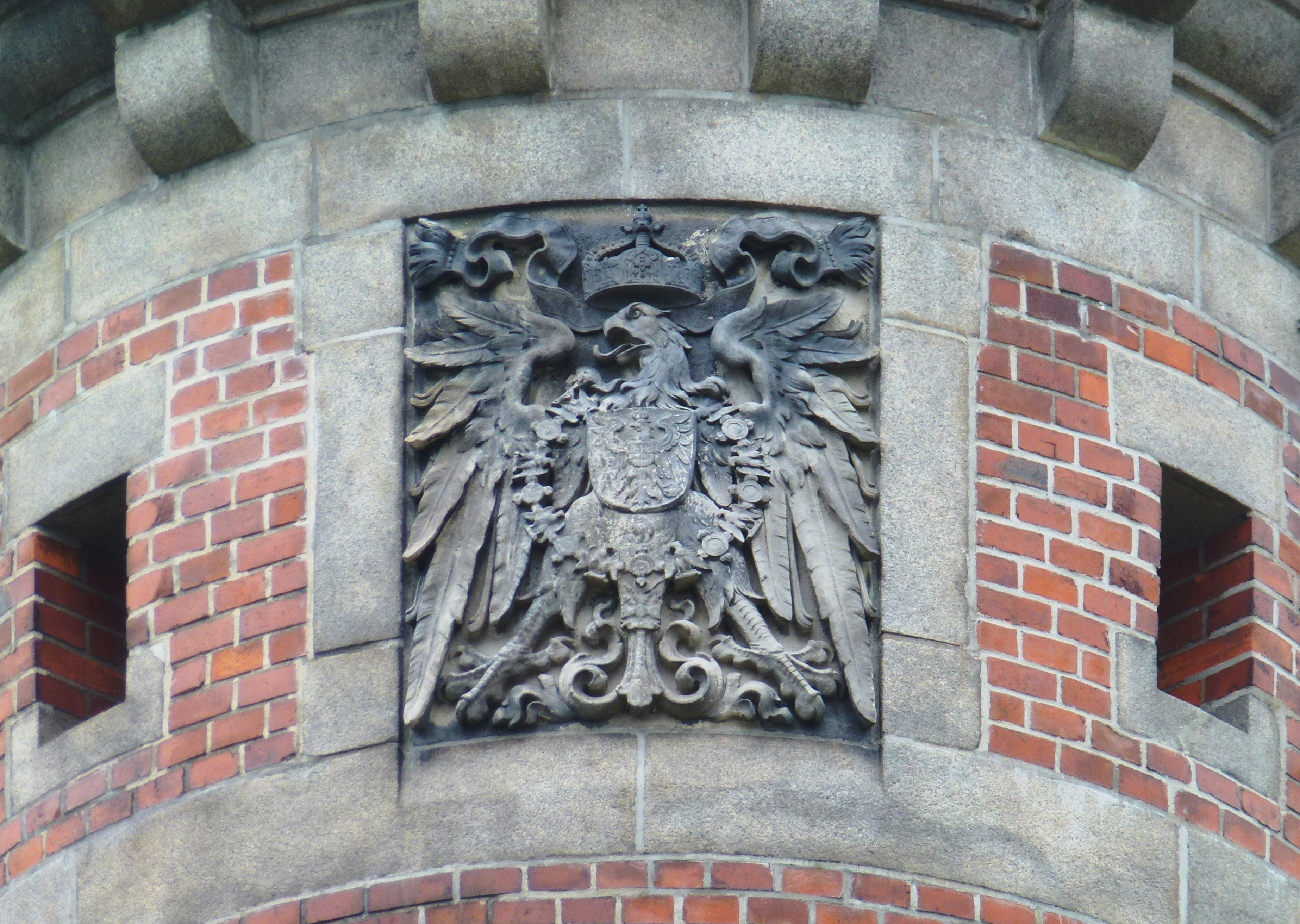
Riksvapnet örnen med kronan.
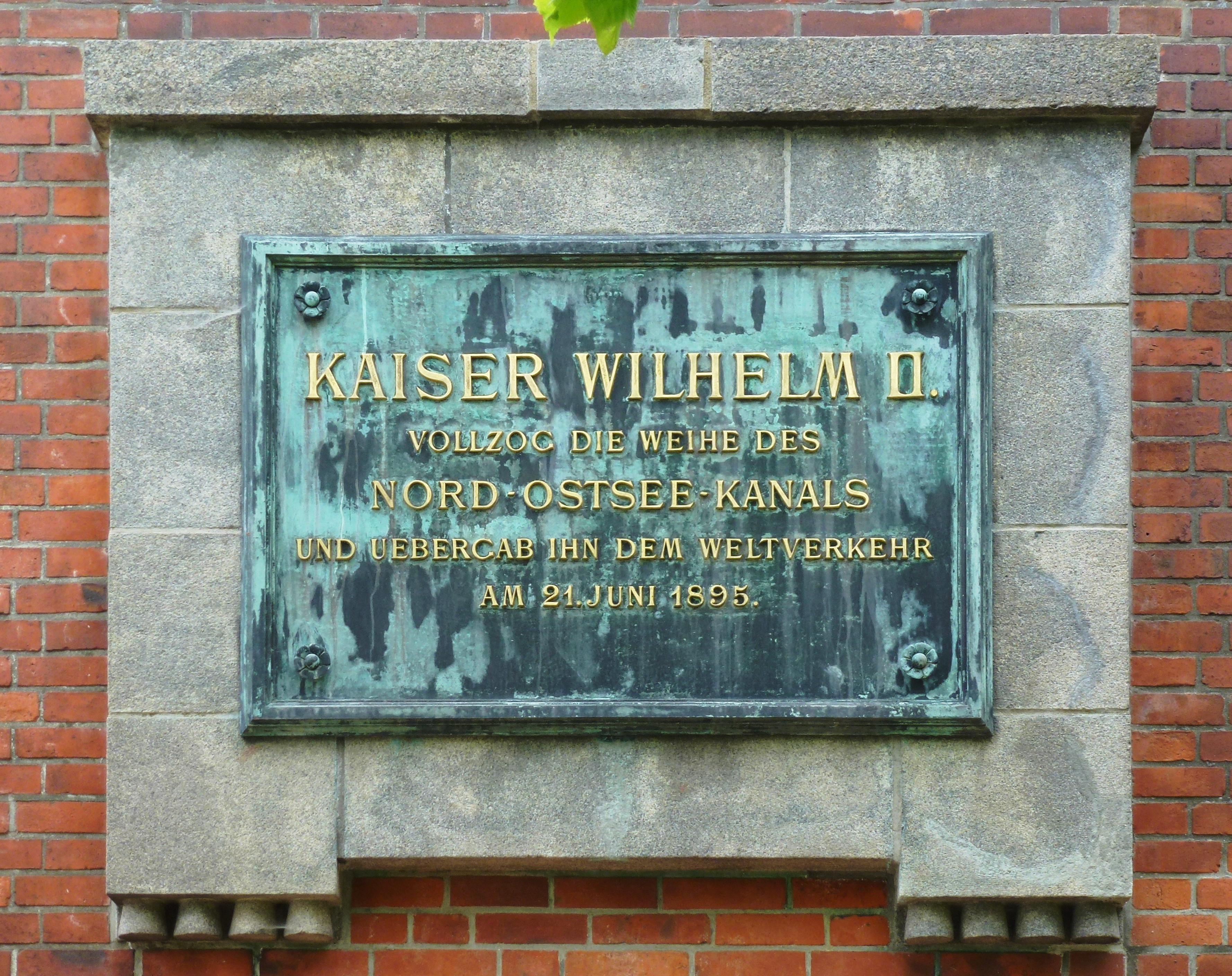
Minnestavla över Vilhelm II.
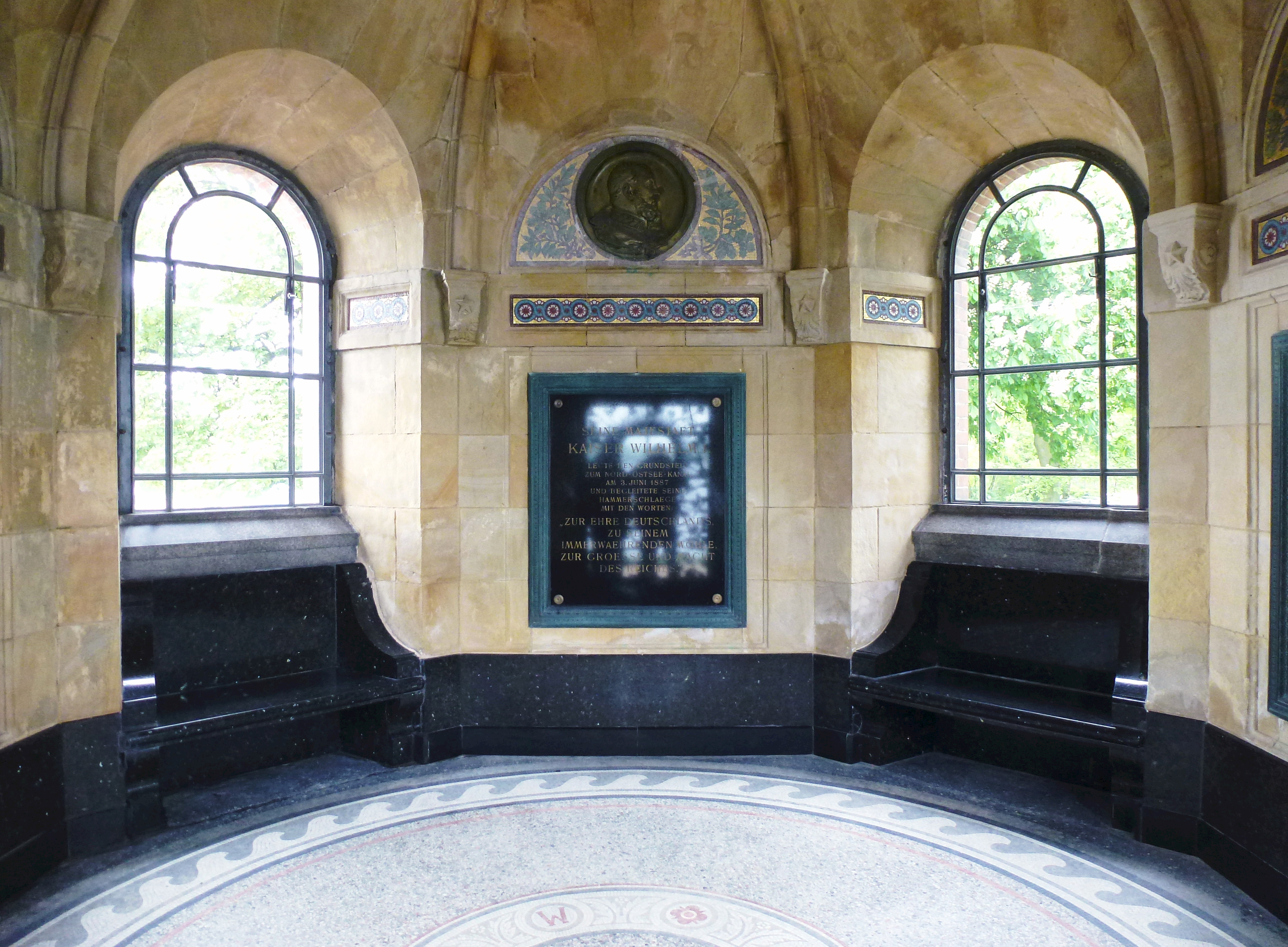
Drei-Kaiser-Halle med minnestavla över Vilhelm I.
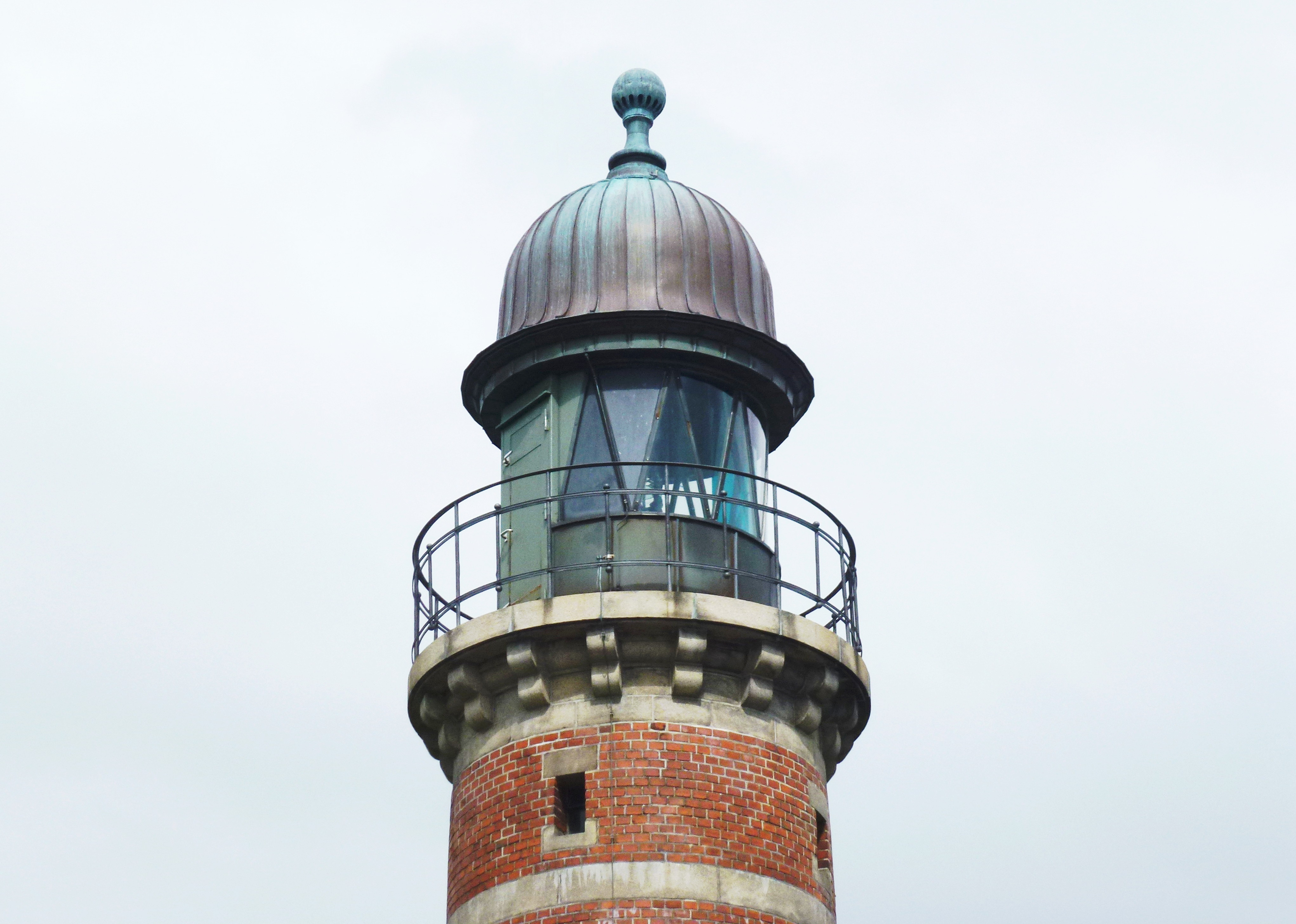
Laternan och takhuven 2014